# フォッカー V.8
フォッカー V.8
- 用途：試作戦闘機
- 設計者：ラインホルト・プラッツ
- 製造者：フォッカー
- 運用者：フォッカー
- 初飛行：1917年10月
- 生産数：1
- 生産開始：1917年
- 運用状況：計画中止

フォッカー V.8（Fokker V.8）は、ドイツの試作戦闘機。
フォッカーの戦闘機である三葉機フォッカー Dr.Iがその有用性を示した後、アントニー・フォッカーは、主翼を五枚に増すことで性能向上を図る案をラインホルト・プラッツに示した。プラッツはこの提案に対しては懐疑的であったが試作機が製造されることになり、新造ではなくDr.Iと平行して開発されていた三葉機フォッカー V.6のパーツが用いられた。
V.8の型番が与えられたこの機体は、V.6の操縦席前方の三葉の主翼を、V.6のスタガー配置から水平配置に変更してプロペラの直後、機体最前方に移し、操縦席後方に複葉の主翼が加えられることで、タンデム翼構造の五葉機となった。前後の上翼にはエルロンが設けられると共に、複葉の上翼には昇降舵があり水平尾翼と同様の機能も有していた。エンジンはDr.Iのオーバーウルゼル Ur.II及びV.6のメルセデス D.IIよりも高出力のメルセデス D.IIIを採用して完成した。
1917年10月に初飛行、その後2週間かけて改良作業に移った。しかし、改良後の飛行においても十分な性能は得られず、計画中止となり機体は解体された。

## 要目
出典: 
諸元
- 乗員: 1
- 全長: 6.8m
- 全高: 2.8m
- 翼幅: 7.7m
- 翼面積: 36.4m2
- 空虚重量: 464kg
- 運用時重量: 608kg
- 動力: メルセデス D.III 液冷レシプロエンジン、118kW （160hp）   × 1

性能
- 最大速度: 168km/h
- 巡航速度: 142km/h
- 実用上昇限度: 5800m

武装
- 固定武装: LMG 08/15 7.92mm機銃[6]